# Sesto Pompeo (console 14)
Sesto Pompeo (in latino Sextus Pompeius; ... – 38/40) è stato un politico e militare romano.

## Origini familiari
Sesto Pompeo era figlio dell'omonimo Sesto Pompeo, console nel 35 a.C. Era anche un lontano parente del triumviro Gneo Pompeo Magno, rivale di Gaio Giulio Cesare nella guerra civile, poiché il padre era cugino di secondo grado del figlio di questi, anche lui Sesto Pompeo. La sua famiglia era di origine plebea ed era originaria del Piceno.

## Biografia
Si sa poco della carriera politica di Pompeo, ma è sicuro che fu console nel 14 insieme a Sesto Appuleio, nell'anno in cui morì l'imperatore Augusto. I due consoli furono i primi a giurare fedeltà al nuovo Principe, l'erede prescelto da Augusto, Tiberio. Nel 19, subito dopo la morte dell'erede imperiale Germanico, l'accusato dell'omicidio Gneo Calpurnio Pisone chiese a Pompeo di difenderlo in tribunale, ma questi rifiutò come molti altri. Nel 20 Pompeo fece un discorso in Senato contro Marco Emilio Lepido per non fargli ottenere il governo di nessuna provincia, non riuscendo però a fargli guadagnare l'Asia. Sesto Pompeo possedeva vastissimi appezzamenti di terre in Campania, Sicilia e in Macedonia. Sesto Pompeo morì sotto Caligola, condannato alla fame dall'imperatore che voleva le sue proprietà. Ebbe un figlio, del quale però non si sa nulla.